# 이동승 (1942년)
이동승(1942년 4월 4일~)은 대한민국의 정치인이다. 제37대 전라남도 구례군수를 지냈다.

## 역대 선거 결과
|  | 51.61% |

|  | 48.06% |

| 전임 조향원 | 제37대 전라남도 구례군수 1995년 7월 1일~1998년 6월 30일 | 후임 전경태 |